# Фосген
Фосген (също въглероден оксид-дихлорид, карбонилхлорид или въглероден хлороксид) е химично съединение, производно (дихлоранхидрид) на въглената киселина. Има емпиричната химична формула СОCl2. Представлява безцветен, силно токсичен газ с неприятна миризма на гнило сено.
Принадлежи към групата на задушливите бойни отровни вещества, използван е като химическо оръжие през Първата световна война. Фосгенът е причина за смъртта на около 85% от 100 000 убити от химически оръжия.
При работа с разтворители като дихлорметан (смивка за боя) или трихлорметан (хлороформ) трябва да се има предвид, че неправилно съхранение (дълго време, на светло, достъп на въздух) води до формиране на фосген.

## Свойства
- Температура на кипене tкип – 8,2 °C.
- Температура на топене tтоп – −118 °C.
- Под 8,2 °C кондензира в течност.
- Във вода е слабо разтворим (0,8%), а в органични съединения се разтваря 100%. С алкални вещества дава нетоксични продукти.
- 3,5 пъти по-тежък от въздуха, поради което се натрупва в ниските части на местността.
- Смъртоносна концентрация 1,5 – 3 mg/l (2 – 5 минути).
- Пътища на поникване – чрез дихателната система.
- На открито лятото въздухът остава заразен до 30 минути, а зимата 1 – 2 часа.
- Използван в Първата световна война като бойно отровно вещество.

## Военни означения
– немско: Gruenkreuz, D-Stoff.
– английско: PG-Mixture (в смес с хлорпикрин)
– американско: CG
– френско: Collongite

## Действие и поражения
Прониква чрез вдишване. Действа задушливо, предизвиква сълзене, гадене, кашлица, болки в гърдите, белодробен оток поради липса на кислород в кръвта. Латентен период от 6 – 12 часа, през които пострадалият се чувства добре и е работоспособен, но след като мине този период, се влошава – дишането се ускорява, кожата придобива синьо-виолетов оттенък, на устата се появява розова пяна. ПДК за фосген е 0,5 mg/m³. Първа помощ – на чист въздух, не се прави изкуствено дишане, дава се бром и валериан (извлек от лечебна дилянка). В латентния период профилактично се дава 5 g уротропин, сурови яйца, топло мляко, промивка на стомаха с 1% разтвор на амоняк. Дегазация при открити местности не се извършва. Помещенията се проветряват или се пръска с водна пара.
Противоотрова не съществува. Защита от поражения – чрез противогаз.

## Клинична картина
- Лека форма на поражение – дълъг латентен период от 24 часа; остър трахеобронхит (стягане в гърдите, суха кашлица, виене на свят, главоболие, обща слабост; при аускултация се чуват сухи хрипове). За 4 – 5 дни симптомите изчезват.
- Средна форма на поражение – стягане и затруднено дишане при първи контакт с отровата; 8 – 10 часа латентен период; симптомите наподобяват токсична бронхопневмония и трахеобронхит; слабост, задух, болки в гърдите, повръщане, втрисане; дишането е повърхностно и учестено със сухи и влажни хрипове.
- Тежка форма на поражение – 4 стадия:

1. Рефлекторен стадий – леко дразнене в очите; стягане в гърдите, лека кашлица; с напускане на заразената територия симптомите изчезват.
2. Латентен стадий – от 2 до 6 часа.
3. Стадий на белодробен оток – най-силно изразен задух; цианоза; трахеално хриптене; отделяне на червено-жълтеникави пенести храчки; асфиксия; в най-висока степен отокът се развива на 24-тия час.
4. Възстановителен стадий – дишането се нормализира, цианозата и хриповете изчезват; след 12 дни пострадалият може да оздравее.